# Пепел и диамант
„Пепел и диамант“ (на полски: Popiół i diament) е полски драматичен филм от 1958 година на режисьора Анджей Вайда, последна част от неговата военна трилогия, включваща още „Поколение“ (1954) и „Канал“ (1956). Сценарият е на Йежи Анджейевски и се основава на неговия едноименен роман от 1948 година. Сюжетът се развива около убийството на местен комунистически функционер от членове на Армия Крайова през последния ден на Втората световна война в Европа. Главните роли се изпълняват от Збигнев Цибулски, Ева Кжижевска, Вацлав Застжежински.

## Сюжет
8 май 1945 година, денят на окончателната капитулация на Германия във Втората световна война. Мачек (Збигнев Цибулски) и Анджей (Адам Павликовски) са войници от Армия Крайова, които получават поръчение да убият комунистическия комисар Щука (Вацлав Застжежински). Първият им опит за засада се проваля и при него загиват двама цивилни работници от цементовия завод. Те получават втори шанс във водешия хотел в града, „Монопол“.
Междувременно в балната зала на хотела се организира голямо тържество в чест на новоназначения заместник-министър и настоящ кмет на града от неговия асистент Древновски (Богумил Кобиела). Всъщност Древновски е двоен агент, присъствал на първия опит за убийството на Щука. Мачек провежда дълъг разговор в стаята си с мъжа от рецепцията, който също като него е роден и израснал във Варшава. Те със съжаление си спомнят за старата част на града и кестените, които германците унищожават при потушаването на Варшавското въстание. Докато Мачек и Анджей изчакват момента за повторното покушение срещу Щука, Мачей е заслепен от красотата на барманката в хотела, Кристина (Ева Кжижевска).
Щука се е завърнал от чужбина. Той, заедно с други комунисти е участвал в Испанската гражданска война, а след това е живял в СССР, след като германците завземат Полша. Щука се опитва да намери сина си Марек, който е отседнал при леля си, тъй като майка му умира в германски концентрационен лагер. Щука не одобрява десните политически виждания на сестра си и я е помолил да изпрати Марек да живее при негови познати, които споделят възгледите му, но тя продължава да се грижи за него и в крайна сметка, Марек се присъединява към Армия Крайова, където служи заедно с Анджей. Щука посещава сестра си, която живее в същия град, за да разбере къде е синът му, но тя заявява, че Марек вече е зрял мъж и тя не знае къде е. По-късно същата вечер Щука научава от началника по сигурността, че Марек е задържан от Червената армия.
Увлечението на Мачек по Кристина расте, докато наближава времето за убийството на Щука. Древновски остава зашеметен от мисълта, че празненството в чест на началника му ще помогне на собствената му кариера. След като пие в бара с един доста циничен репортер, вече пияният Древновски нахълтва в балната зала и започва да пръска гостите с пожарогасител. След това дърпа покривката на масата и всичко, включително и той, се озовава на пода.
След като преспива с Кристина, Мачек я завежда на разходка из града. Те влизат в полуразрушена от бомбардировките черква. Мачек и споделя, че смята да промени някои неща в живота си и, че обмисля възможността да завърши техническо училище. Тя открива върху стената изписано стихотворение на Циприан Норвид.
Опитвайки се да намести счупения ток на обувката на Кристина, Мачей се препъва в криптата, където са положени телата на загиналите при опита за покушение работници, чакащи погребение. Той я придружава обратно до бара, където тя трябва да се върне на работа и влиза в хотела. Там той се натъква на Анджей и му споделя, че е влюбен в Кристина. Мачей заявява на Анджей, че въпреки че не е страхливец, не може да продължи да участва в заговора, защото иска да води нормален живот, а не да се крие. Анджей му е не само приятел, но и командващ офицер и реагира като такъв. Той му казва, че ще се превърне в дезертьор, ако не изпълни задачата да убие Щука. Мачек остава изненадан, но решава да изпълни възложената му заповед. Той започва да дебне Щука и когато той напуска автомобила си при зоната за задържане, за да открие сина си, Мачек се възползва от възможността и го застрелва. В мига, в който Щука рухва на земята, фойерверки изпълват небето в чест на края на войната.
На следващата сутрин Мачек отива при камиона, в който го очаква Анджей. Те виждат как пристига Древновски и Мачей си мисли, че той ще се присъедини към тях. Анджей е наясно, че Древновски няма друг избор и ще трябва да ги убие. Той избутва Мачей и потегля. Древновски забелязва Мачей и го вика. Мачей се опитва да избяга, но е прострелян от патрул полски войници и умира на място в купчина боклук.

## В ролите
- Збигнев Цибулски като Мачек
- Адам Павликовски като Анджей
- Богумил Кобиела като Древновски
- Ева Кжижевска като Кристина
- Вацлав Застжежински като Щука
- Адолф Хроницки като Подгурски, асистента на Щука
- Ян Цициерски като портиера на хотела
- Станислав Милски като Пеньонжек
- Збигнев Сковронски като Сломка, собственика на ресторанта
- Игнаци Маховски като Вага
- Халина Квятковска като съпругата на Станевич
- Артур Млодницки като Котович
- Александър Севрук като Свецки
- Виктор Гротович като Франтишек Павлицки
- Фердинанд Матисик като Сташек Хавлик
- Барбара Крафтовна като Стефка, годеницата на Сташек
- Зофия Червинска като барманката Лили

## Продукция
Снимките на филма протичат в Тшебница и Вроцлав. Интересен факт е, че Збигнев Цибулски е облечен в дънки, преметнал сак през рамото и носещ слънчеви очила, което не отговаря на историческата действителност от 1945 година.

## Награди и номинации
- Награда ФИПРЕСИ на Анджей Вайда от Международния кинофестивал във Венеция, Италия през 1959 година.
- Номинация за БАФТА за най-добър филм от 1960 година.
- Номинация за БАФТА за най-добър чуждестранен актьор на Збигнев Цибулски от 1960 година.[1]